# 17119 Alexisrodrz
17119 Alexisrodrz este o planetă minoră (asteroid), cu un diametru de 3,917 km, din centura de asteroizi. A fost descoperită pe 10 mai 1999 la Experimental Test Site⁠(d) de Lincoln Near-Earth Asteroid Research. 
Obiectul prezintă o orbită caracterizată de o semiaxă mare de 2,6383885 UAi, o excentricitate de 0,06, o înclinație de 6,34291 ° în raport cu ecliptica.